# Andrea Parra
Irle Andrea Parra Sauterel (Temuco, provincia de Cautín, región de La Araucanía, 2 de septiembre de 1967) es una enfermera y política chilena, militante del Partido Por la Democracia (PPD) que en su quehacer político se ha desempeñado como concejala de la comuna de Angol (por dos periodos consecutivos), gobernadora de la Provincia de Malleco y el 11 de marzo de 2018 se transformó en la primera mujer en representar a su región en la Cámara de Diputados por el distrito N.° 22. Entre octubre de 2022 y noviembre de 2024 ejerció cómo Delegada Presidencial Provincial de Malleco, bajo el Gobierno de Gabriel Boric.

## Biografía
Nació el 2 de septiembre de 1967, en Temuco. Hija de Víctor Hugo Parra Hormazábal y de Irle Olga Sauterel Schilling.
Realizó sus estudios básicos y medios en el Liceo Pablo Neruda, en la ciudad de Temuco, egresando el año 1984. Entre 1985 y 1990, estudió en la Universidad de La Frontera, obteniendo el título de enfermera. Se desempeñó profesionalmente en el Cesfam Huequén, en la provincia de Malleco, Región de La Araucanía.
Está divorciada y tiene tres hijos.

## Trayectoria política
Desde 2003, es militante del Partido por la Democracia (PPD). Anteriormente, perteneció al Partido Demócrata Cristiano (PDC).
En las elecciones municipales de 2008, fue elegida concejala por Angol, logrando 913 votos equivalentes al 4,22% de los votos.
Desde el 14 de marzo de 2014, durante el gobierno de Michelle Bachelet, fue nombrada como gobernadora de la provincia de Malleco. El 10 de noviembre de 2016, renunció a su cargo para presentarse como candidata a diputada.
En las elecciones parlamentarias de 2017, fue elegida diputada por el nuevo distrito 22 que comprende a las comunas de Angol, Collipulli, Curacautín, Ercilla, Galvarino, Lautaro, Los Sauces, Lonquimay, Lumaco, Perquenco, Purén, Renaico, Traiguén, Victoria y Vilcún, para el período 2018-2022. Obtuvo 10.312 votos correspondientes a un 9,54% del total de sufragios válidamente emitidos.
Integró las comisiones permanentes de Gobierno Interior y Regionalización; Seguridad Ciudadana; Régimen Interno y Administración; y Revisora de Cuentas.
Presisió e integró la Comisión Especial Investigadora de la actuación de los organismos policiales, de persecución criminal y de inteligencia en torno a la supuesta existencia de pruebas falsas en el marco de la denominada “Operación Huracán”. Formó parte del Comité Parlamentario del PPD. En las elecciones parlamentarias de 2021 no logró ser reelegida.
El 1 de octubre de 2022 fue designada cómo Delegada Presidencial Provincial de Malleco, bajo el Gobierno de Gabriel Boric. Ejerció el cargo hasta el 15 de noviembre de 2024, cuando renunció con el fin de presentarse como candidata en las elecciones parlamentarias de 2025.

## Historial electoral

### Elecciones parlamentarias de 2017
- Elecciones parlamentarias de 2017 a Diputado por el distrito 22 (Angol, Collipulli, Curacautín, Ercilla, Galvarino, Lautaro, Lonquimay, Los Sauces, Melipeuco, Perquenco, Purén, Renaico, Traiguén, Victoria y Vilcún)[5]

### Elecciones parlamentarias de 2021
- Elecciones parlamentarias de 2021 a Diputado por el distrito 22 (Angol, Collipulli, Curacautín, Ercilla, Galvarino, Lautaro, Lonquimay, Los Sauces, Melipeuco, Perquenco, Purén, Renaico, Traiguén, Victoria y Vilcún).[6]